# Partido Blanco de los Jubilados
El Partido Blanco de los Jubilados (PBJ) fue un partido político argentino fundando por José Corzo Gómez (apodado "el Defensor de los Jubilados") en 1987. Era de tendencia nacionalista y con fuerte énfasis en la defensa de dicho grupo social.

## Historia
Tuvo un cierto apoyo electoral en la provincia de Buenos Aires durante fines de la década de 1980 y principios de la de 1990. En las elecciones presidenciales de Argentina de 1989 presentó a Gómez como candidato, con Federico Houssay como compañero de fórmula, quedando quinto lugar con el 1,88% de los votos y logrando obtener casi el 8% en el distrito bonaerense, consiguiendo 7 bancas en el Colegio Electoral. En las elecciones legislativas de ese mismo año, Juan Carlos Sabio logró ser elegido diputado, única representación parlamentaria que tuvo el PBJ. Desapareció casi por completo tras el alejamiento y la posterior muerte de Corzo Gómez en 1996.
En las elecciones legislativas de 1997 obtuvo 18 868 votos y no logró elegir ningún representante, tras lo cual el partido se disolvió. En 2003 renació por un breve tiempo, dirigido por Pinto Kramer, pero obtuvo solo el 0,11% de los votos en las elecciones legislativas de ese año y volvió a disolverse.